# Private Practice (4.ª temporada)
A quarta temporada de Private Practice estreou em 23 de setembro de 2010 e terminou em 19 de maio de 2011. A temporada consistiu em 23 episódios.

## Enredo
Addison e Sam continuam seu relacionamento e, eventualmente, atingem um ponto difícil quando Addison decide que ela quer um bebê, e Sam não quer um, porque ele já tem Maya e Olivia. A vida de Addison se complica quando ela é forçada a sentar-se ao lado da esposa de sua mãe e vê-la morrer, por causa da DNR, e se depara com as repercussões quando sua mãe se suicida. Depois de ir para a terapia, Addison decide que ela precisa levar sua vida em uma nova direção, e não fazer tudo o que ela sempre faz, e conhece um homem no super mercado. Ela começa a ver o homem, mas não sabe quem ele é e, eventualmente, concorda em ir para Fiji com ele, até que ela volta para Sam e reacende o relacionamento deles, mas diz que ainda quer um bebê. Naomi herda milhões de seu namorado William White após sua morte. Além de ter que lidar com sua morte, Naomi também tem que lidar com o fato de que sua melhor amiga e ex-marido estão em um relacionamento real agora. Ela está facilitando seu novo papel como avó, embora não tenha ficado muito feliz em descobrir que sua filha de 16 anos, Maya, estava grávida. Naomi eventualmente admite que ela não está feliz com a sua vida no momento e toma a decisão de encontrar seu propósito em outro lugar. Sam e Addison ainda estão namorando, mas estão em diferentes pontos de suas vidas. Addison quer um filho, mas Sam tem um filho e um neto, então ele prefere apenas aproveitar o tempo juntos e adiar ter filhos indefinidamente. O maior desafio de Sam é que ele está em um relacionamento com Addison, mas ela está se afastando, então ele acaba beijando Naomi, o que o leva a acreditar que talvez ainda haja uma chance para um relacionamento romântico entre eles. A cabeça de Naomi está em outro lugar, então nem as mulheres (Addison ou Naomi) estão na mesma página que ele.
Cooper e Charlotte são forçados a lidar com as consequências do estupro de Charlotte, mas Cooper não sabe sobre o estupro até muito tempo depois que ele aconteceu. Depois de ser estuprada, Charlotte decide não contar a Cooper, ou à polícia, mas logo depois de ouvir a história de Violet, ela descobre que precisa se limpar e decide contar a Cooper sobre tudo. Cooper e Charlotte se deparam com a impossibilidade de processar o estuprador quando seu advogado afirma que tudo foi jogado fora quando ela mentiu. Cooper e Charlotte tentam recuperar suas vidas juntos, incluindo suas vidas sexuais, mas são forçadas a colocá-lo em espera quando Charlotte não pode sequer ser tocada por causa do ataque. Charlotte é novamente confrontada com seu agressor, quando ele chega ao hospital depois de ser esfaqueado, mas eventualmente coloca tudo em paz quando ela o perdoa; No casamento de Bizzy e Susan, eles finalmente conseguem fazer sexo novamente. Enquanto as coisas em seu próprio casamento ficam interessantes quando seus pais decidem que não devem se casar apenas para Cooper e Charlotte se casarem em Vegas. Seguindo a proposta de Pete, esses dois finalmente se casam e começam a criar seus filhos juntos. Violet recebe um contrato de livro, cujos detalhes ofendem seus amigos e colegas. O passado de Pete a alcança quando seu irmão chega a ele dizendo que sua mãe (que está na prisão) precisa de sua ajuda. Violet empurra Pete para ajudar sua mãe e, através da interação de Pete com sua mãe, os detalhes de sua infância são revelados. Holdon continua sendo o "terapeuta" residente de todos os seus amigos e colegas. Todo mundo vem a ele em busca de conselhos, então ele é como seu anjo da guarda, que calmamente empurra todos eles na direção certa. Ele começa um caso com uma escritora que deu um novo comentário ao livro de Violet, apesar do aviso de Cooper de que o caso vai comprometer sua amizade com Violet. É revelado que Amelia é uma usuária de drogas em recuperação e que a razão pela qual ela começou em primeiro lugar foi devido a seu pai levar um tiro, o que a deixou se sentindo vazia e então ela se voltou para as drogas. Ela finalmente conserta seu relacionamento com seu irmão Derek Shepherd após a sobrevivência de um ferimento à bala. Atualmente ela está ajudando sua amiga a lidar com uma doença fatal.

## Elenco e personagens
| - Kate Walsh como Addison Montgomery - Tim Daly como Peter Wilder - Audra McDonald como Naomi Bennett - Paul Adelstein como Cooper Freedman - KaDee Strickland como Charlotte King - Brian Benben como Sheldon Wallace - Caterina Scorsone como Amelia Shepherd - Taye Diggs como Sam Bennett - Amy Brenneman como Violet Turner | - James Remar como Gibby - Nicholas Brendon como Lee McHenry - Cristián de la Fuente como Dr. Eric Rodriguez - JoBeth Williams como Bizzy Montgomery - Michael Patrick Thornton como Gabriel Fife - Amanda Foreman como Katie Kent - Ann Cusack como Susan Grant - Alex Kingston como Marla Tompkins - Stephen Collins como "The Captain" Montgomery - Stephen Lunsford como Filmore "Dink" Davis - Louise Fletcher como Frances Wilder - Kyle Secor como Adam Wilder - Blue Deckert como Joe Price - Myk Watford como Billy Douglas - Michael Bofshever como Neal Chaplin - Sydney Tamiia Poitier como Michelle | - French Stewart como Kevin Mason - Currie Graham como Ryan Mason - Grant Show como Archer Montgomery - Benjamin Bratt como Jake Reilly - Tess Harper como Augusta King - Michael Badalucco como Nick |

## Episódios
| N.º na série | N.º na temp. | Título                                          | Dirigido por        | Escrito por                      | Exibição original       | Audiência (milhões) |
| --- | ------------ | ----------------------------------------------- | ------------------- | -------------------------------- | ----------------------- | ------------------- |
| 55 | 1            | "Take Two"                                      | Mark Tinker         | Craig Turk & Steve Blackman      | 23 de setembro de 2010  | 9.02                |
| Quando todos os médicos se reúnem para ver a nova lápide de Dell, Violet anuncia que ela e Pete vão se casar, fazendo Cooper duvidar da amizade dele e de Violet. Charlotte e Sam trabalham em um paciente que precisa de um transplante de rim, quando eles sugerem que seu irmão acha que seu irmão tem problemas mentais e Charlotte se preocupa com a ética do caso. Naomi e Sheldon trabalham para conseguir que Addison ajude em um caso de um casal tentando engravidar depois que perderam seu primeiro filho, dois anos antes. Amelia contempla ao ir ver Derek (ou não) depois que ele levou um tiro. Sam trabalha para Dink se aproximar e começar a ajudar Naomi com Olivia e Maya; Violet e Pete se casam, enquanto Sheldon mostra a Charlotte que ele não quer mais ser amigo dela depois que ela escolheu Cooper para ele. Addison e Sam começam o relacionamento de novo; Charlotte e Cooper começam a trabalhar em planos para o casamento. |              |                                                 |                     |                                  |                         |                     |
| 56 | 2            | "Short Cuts"                                    | Mark Tinker         | Sonay Washington                 | 30 de setembro de 2010  | 7.93                |
| Quando William White morre, Naomi decide que eles devem fundir as duas clínicas. Charlotte e Pete decidem que Violet e Cooper precisam passar menos tempo um com o outro para que ambos sobrevivam. Charlotte recebe Sheldon para ajudá-la com um paciente está tentando conseguir uma mudança de sexo, mas fica com raiva quando Sheldon nega sua paciente a cirurgia. Addison decide que ela e Sam não podem manter seu relacionamento em segredo, e tenta contar a Naomi, mas não até o final do dia, resultando em Naomi dizendo-lhe para apoiá-la com a fusão. Addison também empurra Amélia para ir visitar Derek, eventualmente comprando uma passagem de avião para ela ir a Seattle. Pete e Cooper ficam frente a frente quando a paciente de Pete começa a dar a seu filho autista seu pote prescrito por médicos. Cooper e Violet decidem que deveriam ver menos um do outro para que seus outros significativos não se sintam mais excluídos. |              |                                                 |                     |                                  |                         |                     |
| 57 | 3            | "Playing God"                                   | Donna Deitch        | Sheila Lawrence                  | 7 de outubro de 2010    | 7.90                |
| Os problemas agitam a clínica quando o homem que bateu em Maya e Dell aparece, apenas para descobrir que ele tem um problema cardíaco. Enquanto Violet e Pete jantam com um velho amigo de Pete, descobrem que ele está operando com pacientes em sua casa. Pete começa a ajudá-lo, e isso preocupa Violet. Addison se preocupa com sua amizade com Naomi, enquanto Sam relembra um caso de pedofilia no qual ele esteve envolvido durante seu estágio. Naomi contrata Amelia para trabalhar na clínica, e Sheldon sugere maneiras para Naomi trabalhar através de sua raiva contra Sam e Addison. Cooper descobre que Charlotte está procurando por uma casa e quando ele pergunta por que, ela explica que isso a lembra de tudo de ruim que já aconteceu em seu relacionamento. Pete se vira no amigo quando alguém quase morre na mesa, e ele e Violet trabalham com ele no pronto-socorro. |              |                                                 |                     |                                  |                         |                     |
| 58 | 4            | "A Better Place to Be"                          | Tom Verica          | Barbie Kligman                   | 14 de outubro de 2010   | 8.07                |
| Todo mundo na clímica é interrompido quando a tia de Betsy, que cuida dela desde a morte de Dell, aparece e deixa Betsy aos cuidados de Violet. Violet leva Betsy para a noite, e está feliz em descobrir que Betsy e Lucas se ligam muito bem. Addison e Pete têm uma paciente que tem uma dor constante; quando eles a diagnosticam com uma coisa, Amelia acha que o cérebro da paciente é grande demais para a cabeça dela. Amelia pode consertar a dor sem matar o bebê. Cooper e Sheldon lidam com um paciente, Keith, que foi intimidado na escola, e é eventualmente levado a tentar o suicídio quando sua mãe diz que ela deu à luz um filho fraco. Cooper e Pete explicam a Violet que ela não está pronta para receber outro filho, quando começa a pensar em adotar Betsy; Quando ela traz à tona a ideia de alguém no escritório adotá-la, todos a rejeitam e são forçados a levar Betsy ao Conselho Tutelar. Isso deixa Violet dizendo a todos que eles fizeram uma coisa horrível. |              |                                                 |                     |                                  |                         |                     |
| 59 | 5            | "In or Out"                                     | Ed Ornelas          | Ayanna A. Floyd                  | 21 de outubro de 2010   | 7.66                |
| Violet e Sheldon vão a uma prisão para avaliar a capacidade de alguns prisioneiros de lidar com a vida do lado de fora. Addison e Sam lidam com um bebê recém-nascido que tem um tumor em volta do coração. Quando Addison está pronta para a cirurgia, o oncologista do caso convence os pais a fazer quimioterapia; Amelia começa a procurar Sheldon por sexo, quando Violet e Charlotte falam sobre o tamanho de seu pênis e como o sexo é ótimo com ele. Addison e Charlotte vão frente a frente no procedimento que ambos os médicos querem. Cooper fala com Charlotte sobre ter filhos; enquanto Violet tenta ver porque o detento saiu não está falando com ela. Depois que a mãe que acabou de dar à luz o bebê fica inconsciente, o marido toma a decisão de ir com a quimioterapia, apenas para a mãe acordar e Addison e Sam para operar e obter todo o tumor. Sheldon confessa que ele quer uma mulher adulta, não Amelia; e Charlotte explica que ela não quer filhos. |              |                                                 |                     |                                  |                         |                     |
| 60 | 6            | "All in the Family"                             | Ann Kindberg        | Sanford Golden & Karen Wyscarver | 28 de outubro de 2010   | 7.68                |
| Charlotte e Pete têm que lidar com o paciente de Pete tendo HIV e ter um amante gay, enquanto ele leva uma vida dupla com o paciente de Charlotte que está pronto para ter um bebê depois de ter anos de cirurgia reconstrutiva. Addison, Sheldon, Amelia e Sam lidam com uma mulher comatosa que acabou grávida do marido; Enquanto Addison acredita que ele deveria se livrar de abuso sexual, o resto deles acredita que ele precisa passar por uma terapia extensa. Violet tenta descobrir coisas sobre o passado de Pete, procurando por seu irmão, eventualmente levando-o a contar-lhe a história de por que sua mãe está na cadeia; Charlotte continua enfurecida com Cooper falando sobre bebês. No final do episódio, um homem que tem sido agressivo no ER soca Charlotte e empurra de volta em seu escritório quando ela está prestes a sair. |              |                                                 |                     |                                  |                         |                     |
| 61 | 7            | "Did You Hear What Happened to Charlotte King?" | Allison Liddi-Brown | Shonda Rhimes                    | 4 de novembro de 2010   | 10.18               |
| Depois de ser atacada, Charlotte vai procurar ajuda, apenas para Pete encontrá-la. Pete a leva para o quarto mais próximo e tenta ajudá-la, mas ela inicialmente resiste até que ele lhe conte sobre o pulso, a mão e a órbita quebrados; Charlotte então chama Addison para ajudar. Violet vem ao clube em que Amelia, Cooper e Sam estão e diz que Charlotte foi atacada; Quando Addison chega, ela descobre que Charlotte foi estuprada, mas quando ela insistiu em um kit de estupro, Charlotte diz que o estupro nunca aconteceu, e recusa. Amelia e Charlotte se ligam ao vício em comprimidos, enquanto Addison fica brava com Sam porque ele quer ir para casa e não ficar em busca de apoio. Violet não entra para ver Charlotte por causa do ataque que ela sofreu apenas um ano antes. Sheldon lida com um homem que tem sangue em suas roupas, e não vai contar aos policiais que ele atacou. |              |                                                 |                     |                                  |                         |                     |
| 62 | 8            | "What Happens Next"                             | Michael Zinberg     | Jennifer Cecil                   | 11 de novembro de 2010  | 8.21                |
| Charlotte volta ao trabalho depois que ela foi agredida, mas quando alguém tenta ir falar com ela, ela afirma que quer ser deixada sozinha. Addison e Sheldon lidam com o caso de uma esposa que bate no marido, e descobrem que o câncer está de volta e tentam cuidar dele, mas no final não conseguem. Cooper e Pete lidam com um caso de uma menina que precisa de quimioterapia novamente, mas seu pai quer um xamã lá, Cooper vai ao tribunal para defender a criança, e recebe a quimioterapia da menina. Addison diz a Sam sobre o estupro de Charlotte, e Sam tenta dizer a Violet sobre isso, então ela vai ajudar; Quando Sheldon diz que ele estava tentando encontrar uma vítima de estupro, Violet reúne e descobre que Charlotte foi estuprada, e diz a Charlotte sobre quando ela foi estuprada. Addison confessa que pegou um kit de estupro de Charlotte e colocou na geladeira, e decide contar à polícia sobre isso para que eles possam encontrar o homem responsável. |              |                                                 |                     |                                  |                         |                     |
| 63 | 9            | "Can't Find My Way Back Home"                   | Mark Tinker         | Fred Einesman                    | 18 de novembro de 2010  | 8.01                |
| O irmão de Pete, Adam, vem pedir ajuda a Pete quando ele acredita que o tratamento que sua mãe está recebendo na prisão resultará em sua mãe morrendo. Quando Charlotte e Cooper vão ao recinto, a polícia diz que acha que encontraram o homem e agendam uma fila; na fila, Charlotte insiste que o homem não está lá, mas Violet, que foi com ela, sabe que ela está mentindo. Addison e Amelia trabalham em um caso de uma mãe que tem tecido cicatricial que está resultando em ter muitas convulsões, isso resulta em sua filha de quinze anos sendo a adulta; Após a fila, Violet vai até Cooper e conta a ele sobre Charlotte ter atacado; Quando ele chega em casa, ele diz a Charlotte que ele conhece, e eles vão para outra fila onde Charlotte diz que Lee foi quem a estuprou. Quando Pete não tira a mãe da prisão, seu irmão o deixa, afirmando que, se não puder fazer isso por sua mãe, não quer nada com ele. |              |                                                 |                     |                                  |                         |                     |
| 64 | 10           | "Just Lose It"                                  | Stephen Cragg       | Elizabeth Klaviter               | 2 de dezembro de 2010   | 7.90                |
| Depois que o escritório do promotor público diz a Charlotte e Cooper que eles não estarão processando Lee, Charlotte começa a falar em um novo show que mostra Cooper, ela está bem. Naomi volta de sua viagem e mostra a clínica de todas as imagens e coisas maravilhosas que fez com a Fundação Williams; Amelia tenta fazer Cooper ser sua amiga. Addison, Violet e Pete trabalham no caso de uma mulher que dá a luz a um bebê todos os anos e depois vende o bebê aos médicos por dinheiro; Sam se pergunta por que Addison agora está querendo um bebê. Cooper lida com um paciente que ganhou 300 quilos em três anos e descobre que sua mãe estava abusando dele e queria que a gordura o protegesse. Cooper beija Amelia, depois vai para Sheldon e confessa que Charlotte não é a mesma. Tarde da noite, Addison recebe uma ligação de Bizzy; no aeroporto, Bizzy diz que precisa da ajuda de Addison e que Susan é levada do avião. |              |                                                 |                     |                                  |                         |                     |
| 65 | 11           | "If You Don't Know Me By Now"                   | Eric Stoltz         | Zahir McGhee                     | 6 de janeiro de 2011    | 7.67                |
| Bizzy exige que Addison salve a vida de Susan, não importa a que custo. Violet diz a Naomi que ela escreveu um livro e que ele será publicado. Amelia e Pete trabalham no caso de um homem que precisa de uma cirurgia no cérebro, mas sua esposa não vai deixá-lo entender se isso vai prejudicar a inteligência do marido. Cooper e Charlotte trabalham juntos para tentar fazer sexo pela primeira vez desde o estupro de Charlotte. Naomi e Sheldon leem o livro de Violet e ambos aprovam, mas quando Pete lê, ele pergunta se Violet quer ou não que todos saibam cada detalhe de suas vidas. Addison fica perturbada depois que sua mãe bate nela quando diz que Susan vai morrer; Ela então decide colaborar com o Dr. Rodriquez nos esforços para salvar a vida de Susan. Depois que Charlotte agradece a Violet por contar sobre seu estupro, e dizendo que isso a ajudou, Violet decide que ela fará uma turnê de livros. Quando Addison vai dizer à mãe como ela realmente se sente, Bizzy confessa que se divorciou do Capitão e vai se casar com Susan.                                                      |              |                                                 |                     |                                  |                         |                     |
| 66 | 12           | "Heaven Can Wait"                               | Kenny Leon          | Barbie Kligman                   | 3 de fevereiro de 2011  | 7.05                |
| Addison começa a planejar o casamento de Bizzy e Susan. Charlotte vai à terapia, mas fica chocada quando o terapeuta lhe dá receitas, em vez de ouvir a conversa dela. Quando ela conta a Sheldon sobre isso, Sheldon está confuso porque é seu amigo e mentor de longa data e vai ver o que aconteceu; no jantar, seu amigo tem um surto psicótico e foge. Sam começa a se preocupar com um paciente idoso quando vê que o zelador tira cartões de crédito em seu nome; enquanto Naomi diz a Addison que ela provavelmente vai confundir as coisas com Sam, como sempre faz quando as coisas estão bem, depois que ela viu flertar com o Dr. Rodriguez. Charlotte e Cooper decidem que ambos estão prontos para fazer sexo novamente após o ataque; Na recepção do casamento, Addison descobre que Susan assinou um DNR e não está realmente tão bem quanto ela está se aproximando e, eventualmente, desmaia enquanto dança com Bizzy. |              |                                                 |                     |                                  |                         |                     |
| 67 | 13           | "Blind Love"                                    | Bethany Rooney      | Craig Turk & Steve Blackman      | 10 de fevereiro de 2011 | 7.26                |
| Após o colapso no casamento, Addison corre para salvar a vida de Susan. Depois de descobrir que o estuprador de Charlotte chegou no hospital, ele começou a espancar sua namorada e ela pegou uma faca e esfaqueou-a no peito, Charlotte é confrontada com a decisão se ela deveria dizer a Sam para matá-lo ou não. Enquanto ela está conversando com Susan, Addison descobre que Susan não vai conseguir e liga para Bizzy; Quando Bizzy chega lá, Susan voa, e Addison não faz nada para salvar sua vida por causa do DNR, resultando em um Addison entristecido e Bizzy enfurecida. Depois de falar com Naomi, Charlotte percebe que ela não deveria dizer a Sam para matar Lee, e em vez disso convence sua namorada a contar à polícia sobre tudo. Amelia e Pete lidam com uma mãe cega que está lutando para manter seu bebê; Depois de operar em seus olhos, eles descobrem que ela não recuperou a visão e ajuda a trazer a mãe e a avó juntas. Addison encontra sua mãe em seu quarto de hotel morta, depois de cometer suicídio por causa da morte de Susan.                                                    |              |                                                 |                     |                                  |                         |                     |
| 68 | 14           | "Home Again"                                    | Mark Tinker         | Krista Vernoff                   | 17 de fevereiro de 2011 | 6.73                |
| Após a morte de Bizzy, Addison vai para Connecticut para organizar seu funeral. Depois de voltar à clínica, Sam e todos os outros percebem que todos deveriam estar com Addison em busca de apoio e de cabeça para o lado dela, exceto Sheldon e Violet. Sheldon e Violet lidam com um casal, um homem que está sendo executado por um crime ilícito, e a esposa que tenta há dezessete anos tirá-lo do corredor da morte. Depois de se encontrar com o marido dois dias antes de sua morte, o marido confessa a Sheldon que cometeu o crime e ele e Violet devem dar a notícia à esposa. Ao descobrir que Bizzy já havia organizado seu próprio funeral, Addison fica surpreso ao descobrir que Bizzy havia providenciado para que ela desse o elogio. Cooper dá conselhos a Sam para ajudar Addison; e no dia anterior ao funeral de Bizzy, Addison confessa que ela havia cometido suicídio e não teve um ataque cardíaco como ela havia dito originalmente. |              |                                                 |                     |                                  |                         |                     |
| 69 | 15           | "Two Steps Back"                                | Jeff Bleckner       | Ayanna A. Floyd                  | 24 de fevereiro de 2011 | 6.44                |
| Depois que todos leem o novo manuscrito de Violet para o livro, todos se sentem magoados com algumas das coisas que ela disse sobre eles. Cooper e Charlotte decidem ir para a terapia do casal, onde discutem sobre Charlotte usando o anel de noivado e Cooper confessa sobre ele beijando Amelia. Sheldon lida com um paciente cujas múltiplas personalidades começam a aparecer depois que sua irmã, que a criou desde os sete anos, se casa e está se mudando para o Texas. Sam e Naomi tentam resolver as coisas para Olivia quando Maya é aceita em uma escola em Nova York. Charlotte confronta Amelia sobre o beijo e, eventualmente, é mostrado que Cooper ama Charlotte, e ela finalmente decide que o casamento vai acontecer na primavera. Pete chega em casa com boas notícias para Violet, afirmando que todos acham que ela deveria publicar o livro. Sam e Naomi se beijam no final da noite, depois de tomar conta de Olivia durante o dia. |              |                                                 |                     |                                  |                         |                     |
| 70 | 16           | "Love and Lies"                                 | Ann Kindberg        | Moira McMahon                    | 17 de março de 2011     | 5.97                |
| Addison retorna de Connecticut, e começa a chorar em tudo que ela vê por causa da perda de sua mãe, Bizzy; O Dr. Fife retorna para prometer seu amor por Naomi e trazê-la de volta para onde ele estava. Amelia fala para sua amiga fazer o teste para ver se ela tem a doença de Huntington, apenas para descobrir que ela tem o gene e Amelia é forçada a ajudar sua amiga nesse momento difícil. Sheldon começa a ficar zangado com as mulheres da clínica que vão com seus problemas; Violet tem que decidir qual foto ela quer colocar no verso do livro, e decide colocar uma dela com o estômago exposto para mostrar o que aconteceu durante o ataque. Naomi, Cooper, Charlotte e Addison discutem se devem ajudar um casal que querem o feto, mas a morte condena ovários e bombeia hormônios para os óvulos para que eles possam finalmente ter um filho próprio após falha de fertilização in vitro. Naomi pergunta se ela está ou não feliz por estar em Los Angees e na clínica; Addison descobre sobre o beijo de Sam e Naomi.                                                                               |              |                                                 |                     |                                  |                         |                     |
| 71 | 17           | "A Step Too Far"                                | Scott Printz        | Fred Einesman                    | 24 de março de 2011     | 7.93                |
| Depois de ler uma resenha de seu livro, Violet começa a questionar se ela realmente é uma pessoa horrível; Na festa de autógrafos, Sheldon começa a se apaixonar pela escritora que criticou Violet e seu livro. Addison e Pete trabalham com uma mulher grávida que está tendo um bebê para sua irmã e marido, mas nem tudo é tão preto e branco quanto parece. Quando eles descobrem que a irmã e o marido se apaixonaram. Amelia começa a acreditar que Addison pode estar grávida; Sam e Cooper lidam com um adolescente que teve problemas cardíacos, e planeja ir a um torneio de luta livre, mesmo quando o aconselharam a não fazê-lo porque ele poderia morrer. Charlotte tenta mostrar a Cooper que só porque ele não publicou nada, ou quebrou qualquer registro de que ele não é um médico ruim. Pete e Addison tentam impedir a irmã de levar o bebê quando eles têm que fazer uma histerectomia. Depois de fazer um teste de gravidez "em casa", Addison descobre que ela não está grávida e pergunta a Sam se ele estará pronto para ter um filho com ela.                                                  |              |                                                 |                     |                                  |                         |                     |
| 72 | 18           | "The Hardest Part"                              | Paul Adelstein      | Jennifer Cecil                   | 31 de março de 2011     | 7.35                |
| O trabalho de Pete fica de cabeça para baixo quando Adam leva a mãe para St. Ambrose. Depois de examinar sua mãe, Pete descobre que Adam tirou a mãe da prisão envenenando-a. Violet e Sheldon trabalham no caso de um pacto de gravidez adolescente, mas as coisas ficam complicadas quando a mãe de uma das adolescentes comprou o livro de Violet e se recusa a deixar sua filha ser tratada por Violet. Cooper e Amelia brigam sobre qual procedimento um piano protégé deveria receber, um que poderia salvar sua vida, mas deixá-lo sem poder tocar piano nunca mais. Violet descobre que Sheldon está namorando Marla Tompkins, a revisora que a agrediu. Marla fica brava com Sheldon quando acredita que ele está colocando Violet à sua frente; Charlotte fica chocada ao descobrir que Cooper tocou piano, e conseguiu que ele mostrasse que nunca deveria desistir de seus sonhos. Pete decide perdoar a mãe por todas as coisas horríveis que aconteceram; Sua mãe morre depois que o envenenamento arruinou seu coração.                                                                                     |              |                                                 |                     |                                  |                         |                     |
| 73 | 19           | "What We Have Here..."                          | Karen Gaviola       | Christopher Fife                 | 28 de abril de 2011     | 6.68                |
| Cooper fica com ciúmes quando descobre que Charlotte guardou uma foto do ex-marido; Violet descobre que está sendo processada por Katie por causa de todas as informações que ela colocou em seu livro. Addison e Sam discutem quando tratam de uma paciente que enfrenta a decisão de dar à luz a seu bebê em vinte e cinco semanas ou deixar seu câncer se espalhar. Violet decide ir ver Katie e perguntar por que ela está processando ela, o que enfurece Pete; Cooper vai encontrar Billy, o ex-marido de Charlotte, para que ele possa ver se ainda há sentimentos antigos. Quando Billy fala com Charlotte, ele confessa que é gay e que ele nunca quis machucá-la; Sam e Addison contemplam se querem ou não se separar, por causa de Addison querendo um bebê, e Sam não querendo um bebê. Violet descobre que Katie desistiu do processo, mas agora o conselho médico está revendo sua licença e ela pode perder tudo. |              |                                                 |                     |                                  |                         |                     |
| 74 | 20           | "Something Old, Something New"                  | Mark Tinker         | Sanford Golden & Karen Wyscarver | 5 de maio de 2011       | 6.89                |
| As tensões aumentam entre Charlotte e Cooper quando ambos seus pais vêm para o casamento; Pete e Addison são questionados no caso de Violet. Sam e Addison decidem que não vão contar a ninguém que eles terminaram, apenas para Addison contar a Naomi. Naomi e o Dr. Fife trabalham em uma mulher que Naomi conheceu e que, de repente, ficou deprimida; Charlotte descobre que os pais de Cooper não gostam dela. Amelia é convidada para ser a dama de honra de Charlotte no casamento; Na recepção, os pais de Cooper e Charlotte dizem que não acreditam que devam se casar. No dia do casamento, Cooper e Charlotte decidem ir a Vegas em vez de lidar com suas famílias; Amelia toma acidentalmente um gole de champanhe em vez de ginger ale. O conselho médico começa a ir atrás da clínica quando eles descobrem que o trabalho dos médicos é antiético. |              |                                                 |                     |                                  |                         |                     |
| 75 | 21           | "God Bless the Child"                           | Jeannot Szwarc      | Jennifer Cecil & Barbie Kligman  | 12 de maio de 2011      | 7.27                |
| Addison se encontra com uma paciente que acreditava que ela havia feito um aborto, mas realmente fracassou e agora se depara com a decisão de abortar um bebê em dezenove semanas; Todos os médicos ficam preocupados quando Betsy acaba no hospital depois de uma queda. Cooper e Violet acreditam que Betsy está sendo abusada e decidem descobrir se ela realmente está. Naomi fala com a paciente de Addison e tenta convencê-la a não fazer um aborto. O conselho médico continua a analisar o caso de Violet. Amelia vai para Charlotte quando ela começa a desejar álcool novamente; Addison realiza o aborto em sua paciente, apesar de ter sentimentos contraditórios sobre isso. Sheldon se convence de que o meio-irmão de Betsey é aquele que está abusando dela, não dos pais. Com Betsy em coma após sua cirurgia no cérebro, os pais adotivos mantêm a custódia de Betsey de volta aos serviços sociais, dizendo que o filho deles precisa vir primeiro. Amelia vai a um bar e cede ao seu vício. Depois de dizer a Fife sua decisão de voltar para o leste, Naomi decide adotar Betsey.                    |              |                                                 |                     |                                  |                         |                     |
| 76 | 22           | "...To Change the Things I Can"                 | Mark Tinker         | Craig Turk & Steve Blackman      | 19 de maio de 2011      | 7.45                |
| Addison decide levar sua vida em uma nova direção e tentar coisas que ela nunca fez, então ela começa a conversar com um homem que ela conheceu no supermercado, eventualmente, aceitando um encontro com ele. A licença médica de Violet é suspensa e ela descobre que a junta médica está indo atrás da clínica. Charlotte descobre que sua nova paciente é uma vítima de estupro e tenta convencê-la de que ela virá através do estupro; Cooper e Pete trabalham com uma garotinha que vai morrer em breve, mas, ao tentar dar à garotinha mais tempo com sua família, inadvertidamente a matam por causa de uma reação às drogas. Violet decide ir em uma excursão do livro que irrita Pete; Naomi decide que ela quer estar com o Dr. Fife e se muda para Nova York com Betsy e ele para que eles possam estar perto de Maya. Charlotte se preocupa com Amelia quando descobre que começou a beber novamente. Depois de aceitar a oferta de ir para Fiji com o homem do supermercado, Addison se vira e tenta salvar a clínica. Enquanto limpava a casa depois que Violet foi embora, Pete sofreu um ataque cardíaco. |              |                                                 |                     |                                  |                         |                     |

## Audiência
| №  | Episódio                                        | Exibição original       | Rating | Share | 18-49 (Rating/Share) | Audiência (em milhões) | Posição semanal (№) |
| -- | ----------------------------------------------- | ----------------------- | ------ | ----- | -------------------- | ---------------------- | ------------------- |
| 1  | "Take Two"                                      | 23 de setembro de 2010  | 6.2    | 10    | 3.2/9                | 9.02                   | TBA                 |
| 2  | "Short Cuts"                                    | 30 de setembro de 2010  | 5.5    | 10    | 2.8/8                | 7.93                   | TBA                 |
| 3  | "Playing God"                                   | 7 de outubro de 2010    | 5.3    | 9     | 2.9/8                | 7.90                   | TBA                 |
| 4  | "A Better Place to Be"                          | 14 de outubro de 2010   | 5.5    | 10    | 3.0/9                | 8.07                   | TBA                 |
| 5  | "In or Out"                                     | 21 de outubro de 2010   | 5.1    | 9     | 2.7/8                | 7.66                   | TBA                 |
| 6  | "All in the Family"                             | 28 de novembro de 2010  | 5.4    | 8     | 2.7/8                | 7.68                   | TBA                 |
| 7  | "Did You Hear What Happened to Charlotte King?" | 4 de novembro de 2010   | 7.0    | 12    | 3.9/11               | 10.18                  | TBA                 |
| 8  | "What Happens Next"                             | 11 de novembro de 2010  | 5.7    | 10    | 2.9/8                | 8.21                   | TBA                 |
| 9  | "Can't Find My Way Back Home"                   | 18 de novembro de 2010  | 5.5    | 10    | 2.9/9                | 8.01                   | TBA                 |
| 10 | "Just Lose It"                                  | 2 de dezembro de 2010   | 5.4    | 9     | 2.8/8                | 7.90                   | TBA                 |
| 11 | "If You Don't Know Me By Now"                   | 6 de janeiro de 2011    | TBA    | TBA   | 2.7/8                | 8.17                   | TBA                 |
| 12 | "Heaven Can Wait"                               | 3 de fevereiro de 2011  | 4.8    | 8     | 2.5/7                | 7.05                   | TBA                 |
| 13 | "Blind Love"                                    | 10 de abril de 2011     | 5.0    | 9     | 2.6/7                | 7.26                   | TBA                 |
| 14 | "Home Again"                                    | 17 de fevereiro de 2011 | 4.8    | 8     | 2.3/7                | 6.73                   | TBA                 |
| 15 | "Two Steps Back"                                | 24 de fevereiro de 2011 | 4.5    | 8     | 2.3/7                | 6.44                   | TBA                 |
| 16 | "Love and Lies"                                 | 17 de março de 2011     | 4.1    | 7     | 1.9/6                | 5.97                   | TBA                 |
| 17 | "A Step Too Far"                                | 24 de março de 2011     | 5.4    | 9     | 2.6/7                | 7.93                   | TBA                 |
| 18 | "The Hardest Part"                              | 31 de março de 2011     | 5.0    | 8     | 2.7/7                | 7.35                   | TBA                 |
| 19 | "What We Have Here..."                          | 28 de abril de 2011     | 4.5    | 7     | 2.2/6                | 6.68                   | TBA                 |
| 20 | "Something Old, Something New"                  | 5 de maio de 2011       | TBA    | TBA   | 2.3/6                | 6.89                   | TBA                 |
| 21 | "God Bless the Child"                           | 12 de maio de 2011      | TBA    | TBA   | 2.3/6                | 7.27                   | TBA                 |
| 22 | "...To Change the Things I Can"                 | 19 de maio de 2011      | TBA    | TBA   | 2.5/7                | 7.45                   | TBA                 |

## Lançamentos em DVD
| Private Practice: The Complete Fourth Season                                                              | | | | | |
| Detalhes do conjunto                                                                                      | Detalhes do conjunto                                                                                      | Detalhes do conjunto                                                                                      | Características especiais | Características especiais | Características especiais |
| - 22 episódios - Conjunto de cinco discos - Em inglês (Dolby Digital 5.1 Surround) - Comentários em áudio | - 22 episódios - Conjunto de cinco discos - Em inglês (Dolby Digital 5.1 Surround) - Comentários em áudio | - 22 episódios - Conjunto de cinco discos - Em inglês (Dolby Digital 5.1 Surround) - Comentários em áudio | - Um Olhar Interno: o Estupro de Charlotte King - KaDee Strickland discute como ela pesquisou e se preparou para filmar este episódio mais seu trabalho com a RAINN. - Cenas deletadas - Erros de gravação | - Um Olhar Interno: o Estupro de Charlotte King - KaDee Strickland discute como ela pesquisou e se preparou para filmar este episódio mais seu trabalho com a RAINN. - Cenas deletadas - Erros de gravação | - Um Olhar Interno: o Estupro de Charlotte King - KaDee Strickland discute como ela pesquisou e se preparou para filmar este episódio mais seu trabalho com a RAINN. - Cenas deletadas - Erros de gravação |
| Datas dos lançamentos                                                                                     | | | | | |
| Região 1                                                                                                  | Região 1                                                                                                  | Região 2                                                                                                  | Região 2 | Região 4 | Região 4 |
| 13 de setembro de 2011                                                                                    | 13 de setembro de 2011                                                                                    | 2 de abril de 2012                                                                                        | 2 de abril de 2012 | 12 de outubro de 2011 | 12 de outubro de 2011 |